# دافيد توماس
العميد الخلفي دافيد ريس توماس (بالإنجليزية: Davyd Rhys Thomas) (ولد في 2 مايو 1956 في نيوكاسل، أستراليا) ضابط كبير في البحرية الملكية الأسترالية الاحتياطية.

## المسيرة العسكرية البحرية
ولد دافيد ريس توماس في 2 مايو 1956 في نيوكاسل في ولاية نيوساوث ويلز وانضم إلى كلية البحرية الملكية الأسترالية من تلك المدينة في عام 1974. بعد حصوله على شهادة مراقبة الجسر في عام 1978 شغل منصب المدير التنفيذي للسفينة أوير وهو زورق دورية مقره داروين.
تم ترقية توماس إلى ملازم في عام 1979 وخلال ذلك الوقت بدأ تدريبه على الحرب وعمل على السفينة بريسبان. بعد فترة قصيرة من تدريب الموظفين في مؤسسة التدريب المهني في كلية البحرية الملكية الأسترالية قبل التدريب المهني المتخصص في الحرب في المملكة المتحدة أعقب ذلك في عام 1983.
لدى عودته إلى أستراليا عمل توماس كمدير عمليات في السفينة فامبير وفي وقت لاحق على السفينة بيرث كمدير السلاح. ثم أكمل دورة موظفي كلية البحرية الملكية الأسترالية في عام 1987 ثم عمل لاحقا كموظف تجارب الأسلحة السطحية في مركز اختبار وتقييم كلية البحرية الملكية الأسترالية في سيدني.
ثم تم تعيين توماس كموظف تنفيذي للسفينة أديليد وشارك في أول وحدة للبحرية الملكية الأسترالية إلى الخليج العربي في عام 1990 كجزء من عملية درع الصحراء وتم ترقيته إلى قائد في ديسمبر 1990.
ثم عمل في أستراليا الغربية كمدير عمليات في أسطول قاعدة الغرب. في سبتمبر 1994 تولى توماس قيادة السفينة داروين التي يقع مقرها في الساحل الغربي.
في قائمة يوم الشرف في أستراليا لعام 1997 حصل توماس على صليب الخدمة المتقاطعة وتم ترقيته إلى قائد في يوليو من نفس العام. في مارس 1999 عين مديرا لتعيينات الضباط البحريين إلى أن تولى قيادة السفينة نيوكاسل في مارس 2001.
بصفته القائد العام للسفينة نيوكاسل خلال عملية النعال في الخليج العربي أجرى توماس اعتراضا بحريا دعما لقوات التحالف التي تنفذ جزاءات الأمم المتحدة ضد العراق. لهذا حصل على الثناء للخدمة المتميزة في يونيو 2003.
تمت ترقيته إلى رتبة عميد بحري وأصبح عضوا في أمر أستراليا في منتصف عام 2002 لل«خدمة الاستثنائية للبحرية الملكية الأسترالية». تولى في وقت لاحق منصب عميد بحري الأسطول وقائد القوات المشتركة للانتشار (البحري) في فبراير 2004.
تمت ترقية توماس إلى الأميرال الخلفي وعين في منصب قائد بحرية أستراليا في يوليو 2005 وفي عام 2007 أعيدت تسمية هذا المنصب إلى قائد الأسطول الأسترالي.
في 3 أغسطس 2007 تولى توماس قيادة كلية الدفاع الأسترالية التي أصبحت في 14 يناير 2008 قيادة مشتركة للتعليم والتدريب والحرب (التي تشمل مقر كلية الدفاع الأسترالية وأكاديمية قوة الدفاع الأسترالية والقيادة الأسترالية وكلية الموظفين الأستراليين ومركز الدفاع والدراسات الاستراتيجية ومركز حرب قوة الدفاع الأسترالي.
تولى توماس واجبات نائب رئيس البحرية في 6 يونيو 2008. في قائمة تكريم يوم أستراليا لعام 2009 عين توماس ضابطا في أمر أستراليا لخدمته كقائد أسطول وقائد بحرية أستراليا وقائد الأسطول الأسترالي وقائد كلية الدفاع الأسترالية. تنازل عن منصب نائب رئيس البحرية في 18 فبراير 2011 للعميد تريفور جونز.